# Loup County
Loup County är ett administrativt område i delstaten Nebraska, USA. År 2010 hade county 632 invånare. Den administrativa huvudorten (county seat) är Taylor. 

## Geografi
Enligt United States Census Bureau så har countyt en total area på 1 479 km². 1 476 km² av den arean är land och 3 km² är vatten. 

### Angränsande countyn

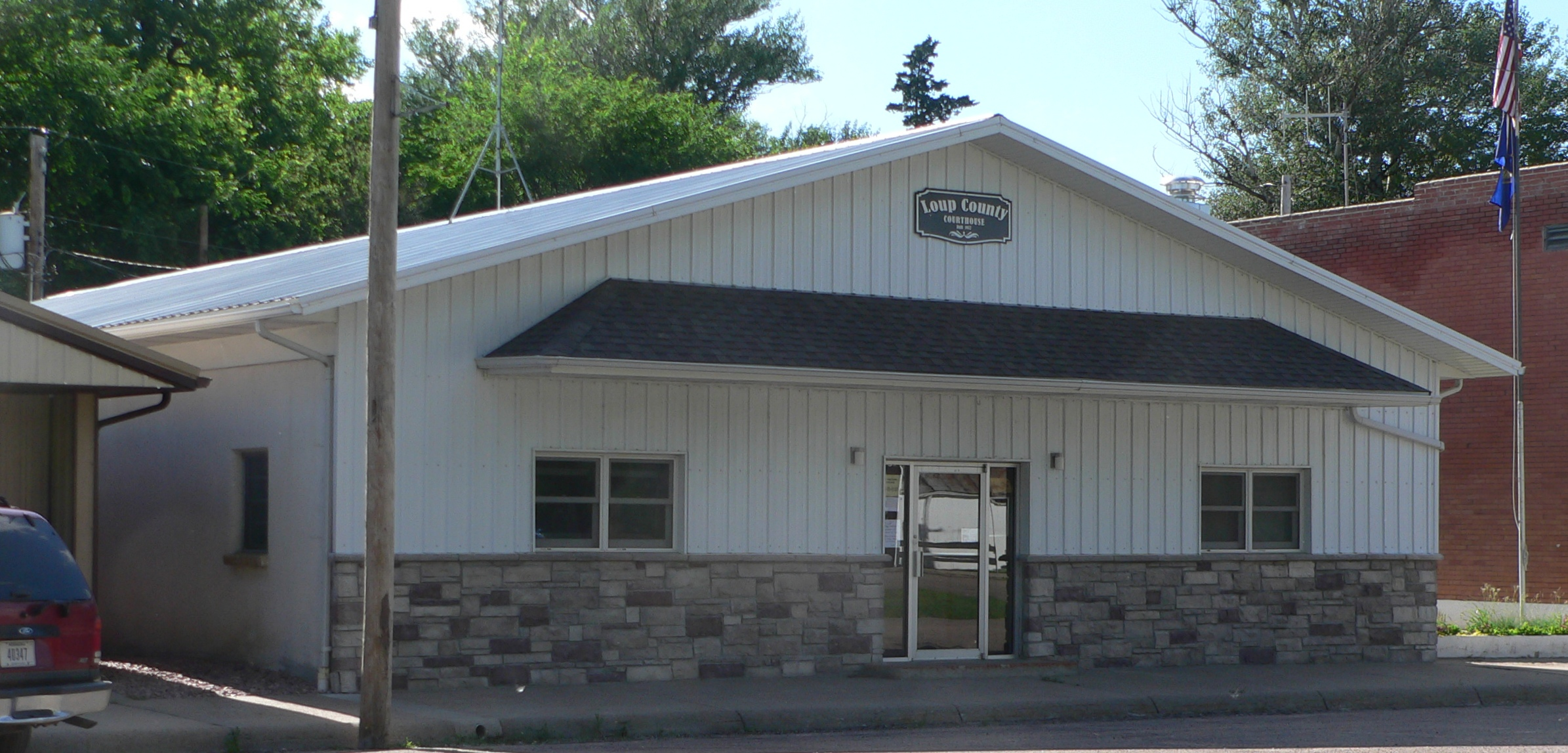
Loup County Courthouse i Taylor.

- Holt County - nordöstra
- Garfield County - öst
- Custer County - syd
- Blaine County - väst
- Brown County - nordväst
- Rock County - nord